# Привалова, Екатерина Петровна
Екатери́на Петро́вна Прива́лова (1 [13] октября 1891, пос. Бежица, Орловская губерния — 14 февраля 1977, Ленинград) — литературовед, библиограф

, исследователь ранней русской и европейской, а также советской детской литературы, первая заведующая кафедрой детской литературы Библиотечного института им. Н. Крупской (1946—1954 гг.). Член Союза писателей СССР с 1934 года.

## Биография
Родилась в семье учителей.
Окончила женскую гимназию в Минске, в 1916 году — историко-филологический факультет Высших женских курсов (государственные экзамены сдала в 1918 по специальности «русская история»); в 1919—1920 годы прослушала 4-й курс Педагогического института дошкольного образования.
В 1918—1821 годы руководила созданным ею детским клубом «Наша надежда». С 1920 года читала (ассистент, с 1932 — доцент) курс лекций по детской литературе на кафедре дошкольной педагогики Института дошкольного образования (в 1925 объединён с ЛГПИ). Член секции детских писателей (с 1925), член редакционного совета Госиздата детской литературы (Ленинград). Участвовала в организации детской библиотеки в ЛГПИ (1920) и заведовала ею (1920—1942).
В годы блокады Ленинграда, с мая 1942 года, работала главным библиографом Публичной библиотеки. Выступала с докладами на научных конференциях, участвовала в подготовке юбилея А. С. Грибоедова, руководила работой VII филиала библиотеки (на базе Дворца пионеров). Одновременно дежурила в подшефном госпитале, организовывала для раненых чтение книг.
С 1944 продолжила преподавать (до 1946 — по совместительству в ЛГПИ, Институте усовершенствования учителей, педучилищах). В 1947 году организовала в Библиотечном институте кафедру детской литературы и библиотечной работы с детьми (возглавляла её в 1947—1954); разработала программы лекционных курсов, участвовала в подготовке учебных пособий.
Выйдя на пенсию в 1957 году, продолжала исследовательскую и консультационную деятельность: печаталась в журналах, выступала с докладами на научных конференциях (1947), консультировала в Публичной библиотеке по истории детской литературы XVIII века (1959).

## Научная деятельность
В марте 1942 года защитила кандидатскую диссертацию («„Детское чтение для сердца и разума“ Новикова — первый русский детский журнал»); старший научный сотрудник по специальности «библиотековедение» (1943).
С 1923 года регулярно печаталась в периодических изданиях.
В 1942—1944 годы, будучи главным библиографом Публичной библиотеки, подготовила по заданию Политуправления Балтийского флота список литературы «Что читать о Военно-морском флоте» (1943), написала книгу «Героизм русского народа в пословицах и поговорках» (1944), указатель на тему «Мировое значение русской литературы и русского искусства» (1945).

### Избранные труды
- Муратова К. Д., Привалова Е. П. Что читать о Военно-Морском Флоте СССР. — [Л.], 1943.
- Привалова Е. П. А. Т. Болотов и театр для детей Архивная копия от 29 августа 2011 на Wayback Machine // Публикация на сайте Пушкинского Дома.
- Привалова Е. П. Н. А. Некрасов // Некрасов Н. А. Избранные стихотворения. — М.; Л., 1939. — С. 3-8. — 45 000 экз.
- Привалова Е. П. Основные черты советской детской литературы / Под ред. В. А. Мануйлова. — М.: Госкультпросветиздат, 1954. — 59 с. — 3000 экз.
- Привалова Е. П. Русская детская литература XVIII века : Лекция для студентов заоч. отд-ний. — [М.]: Госкультпросветиздат, 1957. — 24 с. — 1000 экз.
- Привалова Е. П. Русская советская детская литература 30-х годов : Лекция по курсу «Советская дет. литература» для студентов заоч. отд-ния. — Л.: Б. и., 1959. — 52 с. — 1500 экз.
- Привалова Е. П. Творчество А. Н. Толстого для детей / Под ред. В. А. Мануйлова. — М.: Госкультпросветиздат, 1953. — 48 с. — 5000 экз.
- Привалова Е. П. А. Н. Толстой — детям / Дом дет. книги. — М.: Детгиз, 1955. — 96 с. — 10 000 экз.
- Привалова Е. П. А. Л. Шлёцер — автор исторической книги для детей Архивная копия от 16 мая 2012 на Wayback Machine // Публикация на сайте Пушкинского Дома.
- Привалова Е. П., Муратова К. Д. Мировое значение русской литературы и русского искусства: Указатель литературы / Под ред. Ю. А. Меженко. — [Л.], 1945.
- Привалова Е. П., Халтурин И. Что мне читать? : Указатель литературы для детей старшего возраста. — [Л.] : Прибой, 1928. — 180 с. — 5000 экз.

составитель
- Героизм русского народа в пословицах и поговорках / Сост.: К.Муратова, Е.Привалова. — Новосибгиз, 1944. — 32 с. — 2500 экз.
- Кораблик : Сборник стихотворений : [Для дошк. возраста] / Сост. Е. Привалова; Рис. В. Конашевича. — М.; Л. : Изд-во и 2-я ф-ка дет. книги Детгиза в Л., 1947. — 36 с.
- Круг чтения по курсу «Советская детская литература» : Для студентов I—IV курсов / сост.: Е. П. Привалова и Н. А. Летова. — 2-е изд., перераб. — Л. : Б. и., 1960. — 28 с.
- Русские поэты : Сборник стихов : [Для нач. школы] / Сост. Е. Привалова; Рис. М. Кукс и А. Якобсон. — М. ; Л. : Изд-во и 2-я ф-ка дет. книги Детгиза в Л., 1948. — 160 с. — (Школьная библиотека). — 100 000 экз.

редактор
- Что читать и рассказывать детям дошкольного возраста : Материал для руководителей дошкольных учреждений / Сост.: А. С. Браун-Гербо, С. Я. Миниович, А. П. Усовой, Н. С. Шмидт; Под ред. Е. П. Приваловой. — Л.: Облполитпросветцентр, 1934. — 81+3 с.

## Награды
Медали «За оборону Ленинграда» и «За доблестный труд в Великой Отечественной войне».

## Память
В декабре 1990 года в Ленинградском институте культуры состоялись «Приваловские чтения» по проблемам педагогики и психологии детского чтения, посвящённые 100-летию со дня рождения Е. П. Приваловой.